# ضربة راحية

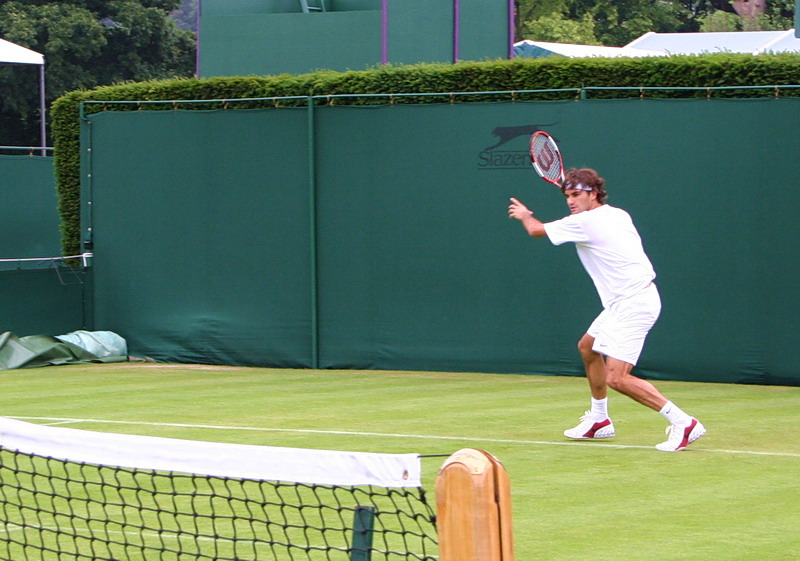
روجر فِدرير يستعد لضرب ضربة أمامية.

الضربة الراحية أو الراحيّة فقط في كرة المضرب ورياضات المضرب الأُخَر مثل كرة الطاولة والإسكواش والريشة الطائرة هي ضربة تأرجح المضرب عبر الجسم تواجه راحة اليد الكرة. يشير المصطلح إلى نوع من ضربة أرضية — ضربة ترتد فيها الكرة من الأرضية قبل أن تضرب، باستثناء سياق قول رشق راحي. تُعاكس هذه الضربة الضربة القفوية النوع الآخر من الضربة الأرضية.